# Anqing
Anqing (chinesisch 安庆市, Pinyin Ānqìng Shì) ist eine bezirksfreie Stadt im Osten Zentral-Chinas und im Süden der chinesischen Provinz Anhui. Die Stadt hat eine Fläche von 14.979 km² und 4.691.300 Einwohner (Stand: Ende 2018). In dem eigentlichen städtischen Siedlungsgebiet von Anqing leben 570.538 Personen (Zensus 2010).

## Administrative Gliederung
Anqing setzt sich aus drei Stadtbezirken, zwei kreisfreien Städten und fünf Kreisen zusammen:
- Stadtbezirk Yingjiang (迎江区);
- Stadtbezirk Daguan (大观区);
- Stadtbezirk Yixiu (宜秀区);
- Kreis Huaining (怀宁县);
- Kreis Taihu (太湖县);
- Kreis Susong (宿松县);
- Kreis Wangjiang (望江县);
- Kreis Yuexi (岳西县);
- Stadt Qianshan (潜山市);
- Stadt Tongcheng (桐城市).

## Ethnische Gliederung der Gesamtbevölkerung Anqings (2000)
Beim Zensus 2000 wurden in Anqing 5.180.000 Einwohner gezählt.
| Name des Volkes | Einwohner | Anteil  |
| --------------- | --------- | ------- |
| Han             | 5.163.035 | 99,67 % |
| Hui             | 12.976    | 0,25 %  |
| Mongolen        | 1.529     | 0,03 %  |
| Manju           | 498       | 0,01 %  |
| Yi              | 280       | 0,01 %  |
| Miao            | 268       | 0,01 %  |
| Sonstige        | 1.414     | 0,03 %  |

## Geographie
Anqing liegt am Nordufer des Jangtsekiangs; an dieser Stelle verengt sich der Fluss und ist daher leicht zu überqueren.

## Geschichte
Die Stadt wurde im 2. Jahrhundert v. Chr. in der Han-Dynastie gegründet. Im 12. Jahrhundert wurde sie der Sitz einer Militärpräfektur und erhielt den Namen Anqing. Im Taiping-Aufstand gegen die Qing-Dynastie im 19. Jahrhundert war Anqing eine der wichtigsten Stützpunkte der Aufständischen, nachdem die Stadt 1853 durch den Rebellenführer Hong Xiuquan (Hung Hsiu-Ch'üan) eingenommen wurde. 1861 eroberte die chinesische Armee die Stadt zurück. Gegen Ende des 19. Jahrhunderts war Anqing ein Zentrum der Rüstungsindustrie.

## Kultur

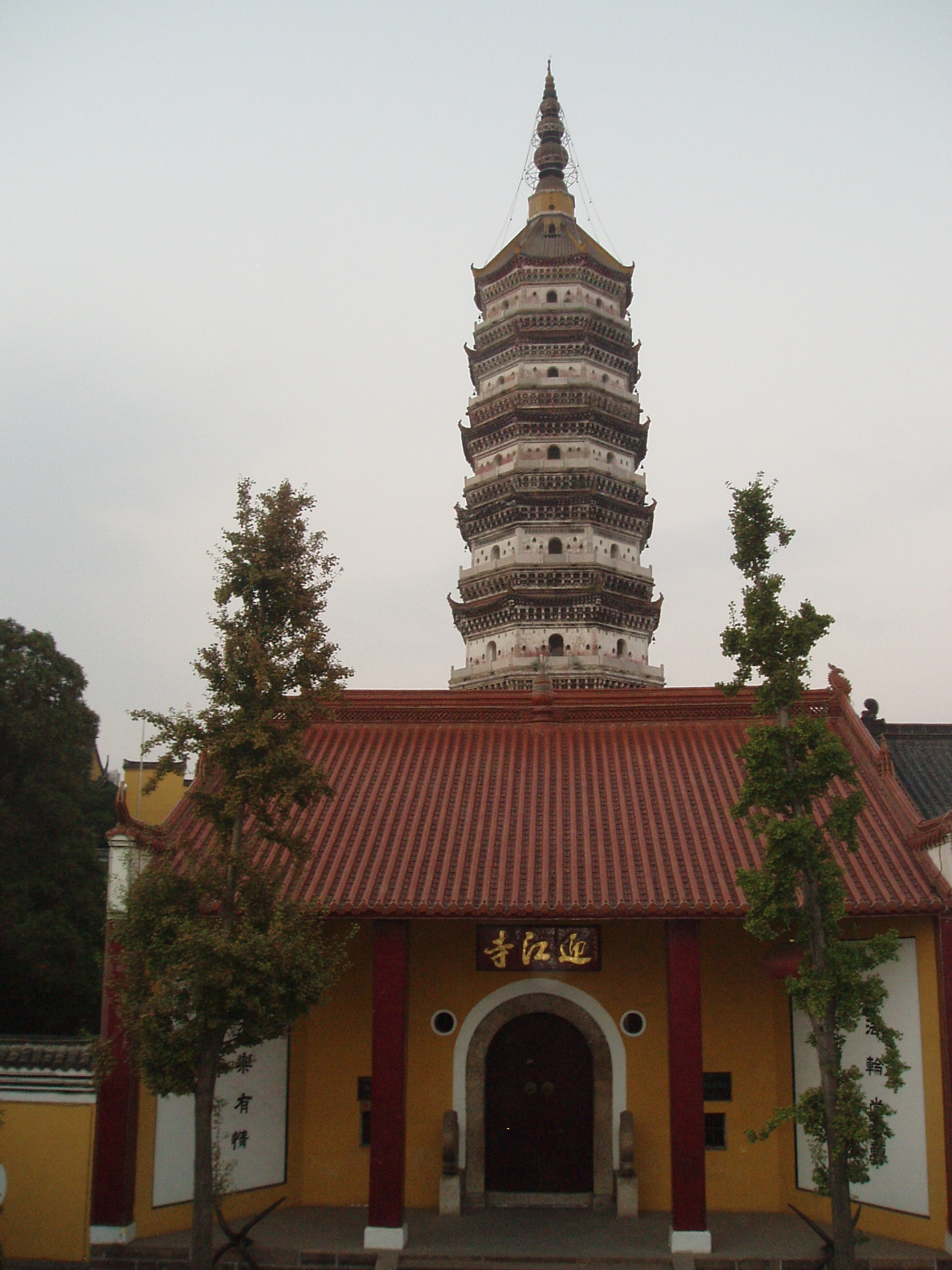
Zhenfeng-Pagode in Anqing

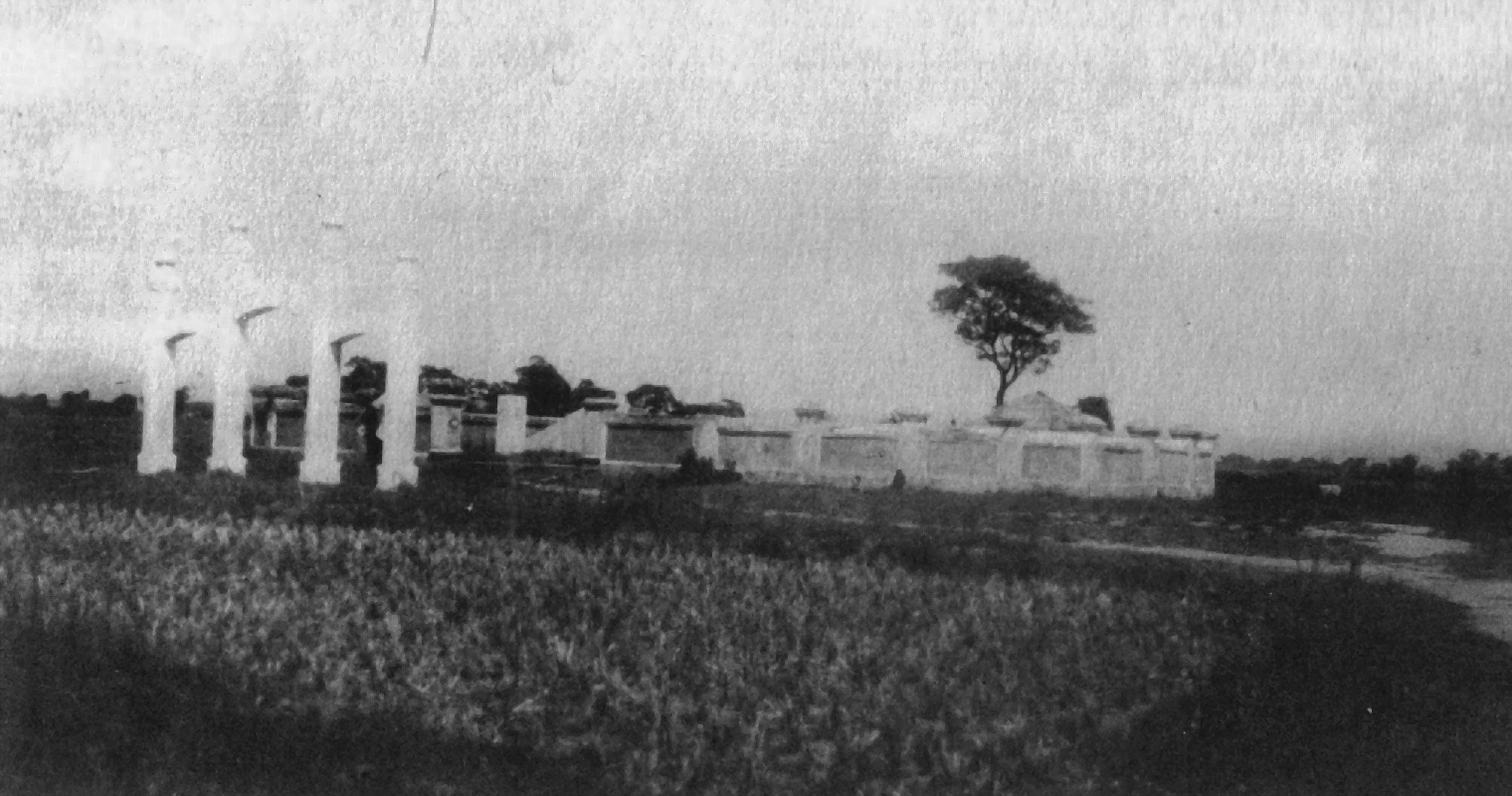
Gedenkstätte für einen im Juni 1921 bei einer Demonstration ermordeten Studenten. Auf Veranlassung des verantwortlichen Gouverneurs Ma Lianjia (馬聯甲) Anfang 1924 wieder geschleift.

Die im Stadtgebiet gelegene Zhenfeng-Pagode (振风塔, Zhènfēng tǎ) und der Ehemalige Wohnsitz von Zhao Puchu (世太史第, Shìtàishǐdì) stehen auf der Liste der Denkmäler der Volksrepublik China.

## Wirtschaft
Anqing ist zentraler Umschlagplatz für Tee, der in den umliegenden Bergen angebaut wird. Außerdem gibt es eine Erdölraffinerie und weitere petrochemische Industrie.
Anqing ist eine Schwesterstadt von Calabasas in Kalifornien, USA.